# Leptogaster flavobrunnea
Leptogaster flavobrunnea là một loài ruồi trong họ Asilidae. Leptogaster flavobrunnea được Hull miêu tả năm 1967. Loài này phân bố ở vùng nhiệt đới châu Phi.